# POWER6
De POWER6 is een 64-bits microprocessorarchitectuur die wordt ontwikkeld en geproduceerd door IBM.
De POWER6-processor is de derde generatie multikernprocessor van IBM.
Door middel van micropartitionering en andere technieken zijn Power6-systemen flexibel in gebruik en schaalbaar voor diverse applicaties.
De processor wordt sinds 2007 gebruikt in de System p-servers (RS6000), die geschikt zijn om zowel AIX als Linux als besturingssysteem te draaien.